# New York City (Band)
New York City war eine amerikanische R&B- und Soulband der frühen 1970er Jahre. Die Mitglieder Claude Johnson, Edward Schell, John Brown und Tim McQueen spielten im 1950er-Jahre-Doowop-Stil.

## Geschichte
1972 entstanden erste Aufnahmen unter dem Bandnamen „Triboro Exchange“. Nach der Umbenennung in „New York City“ erschien die Single I’m Doin’ Fine Now, die Top-20-Positionen in den UK- und US-Charts erreichte und zum größten Hit der Gruppe wurde. Zwei weitere New-York-City-Singles, Make Me Twice the Man (1973) und Quick, Fast, in a Hurry (1974), kamen auf untere Hitparadenränge in den USA. Spätere Chartplatzierungen blieben trotz diverser Veröffentlichungen aus.

## Diskografie

### Alben
- 1973: I’m Doin’ Fine Now
- 1974: Soulful Road
- 1976: The Best of New York City (Kompilation)
- 1999: The Best of New York City – I’m Doin’ Fine Now (Kompilation)

### Singles
- 1973: I’m Doin’ Fine Now
- 1973: Make Me Twice the Man
- 1973: Quick, Fast, in a Hurry
- 1974: Happiness Is
- 1974: Love Is What You Make It
- 1975: Got to Get You Back in My Life
- 1975: Take My Hand
- 2003: I Like the Music